# Asplenium lauterbachii
Asplenium lauterbachii là một loài dương xỉ trong họ Aspleniaceae. Loài này được Christ in Schum. & Laut. mô tả khoa học đầu tiên năm 1901.
Danh pháp khoa học của loài này chưa được làm sáng tỏ. 